# 慶子女王
慶子女王（よしこじょおう、嘉禄元年（1225年） - 弘安9年（1286年））は、鎌倉時代の皇族。順徳上皇の皇女。
承久の乱後、佐渡島に配流された順徳上皇が同島で右衛門督局（藤原範光の娘）との間に最初に儲けた子女である。和歌をよくし、弘安9年、62歳で没した。死後、島照大明神として祠が（現在の一宮（いっくう）神社）建てられた。また、生前御座所となった寺は女王に因み慶宮寺と呼ばれ、神社の別当寺となった。

## 和歌作品
- 松あれば佐渡ヶ島なる辛崎（からさき）もしかすがにこそ見まくほしけれ